# Chignahuapan (kommun)
Chignahuapan är en kommun i Mexiko.   Den ligger i delstaten Puebla, i den sydöstra delen av landet, 110 km öster om huvudstaden Mexico City. Antalet invånare är 57 909. Arean är 760 kvadratkilometer.
Terrängen i Chignahuapan är huvudsakligen kuperad, men åt nordost är den bergig.
Följande samhällen finns i Chignahuapan:
- Chignahuapan
- Ixtlahuaca Barrio
- San Antonio Matlahuacales
- Sebastopol
- Tenextla
- Lázaro Cárdenas
- Coacoyunga
- Los Ranchos
- San Francisco Terrerillos
- Pueblo Nuevo
- El Fresno
- Acolihuia
- Ajolotla
- La Yerba
- Llano Grande
- Cruz Colorada
- Piedra Ancha
- Capulaquito
- San Luis del Valle
- Venta Ahumada
- San José Atzintlimeya
- Río Chico
- Buenos Aires
- Tenancingo
- El Lobón
- Río Blanco
- Llanetillo
- Teotlalpan
- Potrerillos
- Nuevo San Claudio
- Calapa
- Ixtlahuaca
- La Quinta
- Cerro de la Virgen
- El Sifón
- Teotlalcingo
- La Bruja
- Paxtla
- El Manzanito
- San Miguel Pedernales
- El Rodeo
- Cozapa
- Cañada de Piedras
- Matlahuacala
- La Fragua
- El Capulín
- Zotoltepec